# 浅間神社 (大和市)
浅間神社（せんげんじんじゃ）は、神奈川県大和市下鶴間にある神社。地名を採って、鶴間神社（つるまじんじゃ）、公所浅間神社（ぐぞせんげんじんじゃ）とも称される。

## 概要
東急田園都市線つきみ野駅の北東、大和バイパス（国道16号）を渡って進んだ先、境川の手前に鎮座している。
創建は不詳だが、源頼朝の創建と伝えられる。文亀3年（1503年）に北条早雲が命じて宗我神社神主に代理参拝させた相模国の神社一覧を記した古文書『相模国旧社北条神名録（文亀神名録）』内に記されている「靏舞神社（鶴間神社）」に比定されている。
『新編相模国風土記稿』には貞享元年（1684年）再建の棟札が記されているが、現存する棟札は宝永4年（1707年）のものであり、この棟札に「富士浅間大菩薩」とあることから、この頃すでに富士信仰の影響で浅間神社になっていたことが分かる。
大正13年（1924年）に社殿を改築。昭和19年（1944年）に村社に指定され、子之神社、住吉神社を合祀した。
昭和48年（1973年）、国道16号線の大和バイパス新設により、境内地を大幅に削られ移転を計画、昭和50年（1975年）9月に東方の現在地へと遷座した（旧社地（バイパス西脇）は富士塚などを保存して「下鶴間浅間社遺跡」になっている）。

## 祭神
- 木花咲耶姫命